# Шимко Максим Миколайович
Макси́м Микола́йович Шимко (21 жовтня 1979, Вінниця, УРСР — 20 лютого 2014, Київ, Україна) — учасник Євромайдану. Герой України.

## Біографія
Максим був учасником Вінницького клубу історичної реконструкції «Білий вовк». Член УНА-УНСО. Останній запис, який він залишив на свої сторінці у соціальній мережі, датується 18 лютого 2014 року: «За Україну! Хто може, їдьте в Київ!».

### На Майдані
Козак 4-го редуту Майдану, загинув 20 лютого під час розстрілу майданівців снайперами на вулиці Інститутській. Куля снайпера влучила Максимові в шию під час того, як він намагався врятувати пораненого.

## Вшанування пам'яті
Панахида відбулася на вул. Театральній, побратими з його сотні несли тіло від вулиці Карла Маркса на руках. Поховали Максима на Центральному міському цвинтарі поряд із професором Вінницького національного медичного університету Ігорем Хаїмзоном. На труну поклали щит. Похорони транслював телеканал ВДТ. Проводжати героя в останню дорогу прийшло близько 10 тис. вінничан. Мати Максима Шимка звернулася до вінничан із закликом ніколи свої голоси на виборах не продавати.
На його честь перейменовано колишню вулицю Карла Маркса у Вінниці, неподалік від місця, де він проживав. За це проголосували жителі міста на зборах.
Згодом батьки загиблого за власний кошт встановили пам'ятну дошку на його честь.
19 листопада 2015 на школі в Байраківці була встановлена меморіальна дошка Максиму Шимку, а в селі на його честь названо й колишню вулицю Леніна.
Рішенням сесії Немирівської районної ради Байраківська СЗОШ І-ІІІ ступенів носить ім'я свого випускника.

### Нагороди
- Звання Герой України з удостоєнням ордена «Золота Зірка» (21 листопада 2014, посмертно) — за громадянську мужність, патріотизм, героїчне відстоювання конституційних засад демократії, прав і свобод людини, самовіддане служіння Українському народу, виявлені під час Революції гідності[6]
- Медаль «За жертовність і любов до України» (УПЦ КП, червень 2015) (посмертно)[7]